# 手賀野村
手賀野村（てがのむら）は、かつて岐阜県恵那郡に存在した村。
現在の中津川市手賀野などに該当する。

## 大字・小字
- 大字:手賀野(てがの)
- 小字
- 円通寺（えんつうじ）
- 会所沢（かいしょざわ）、上巾（かみはば）
- 狐塚（きつねづか）
- 小向井（こむかい）
- 島崎（しまざき）、下巾（しもはば）
- 中沼（なかぬま）
- 西沼（にしぬま）
- 原（はら）
- 東原（ひがしばら）
- 斧戸（よきど）

## 歴史
- 16世紀半ばに遠山直廉が手賀野に阿寺城（阿照羅城）を築いた。
- 天正2年（1574年）武田勝頼による東濃侵攻の際に木曽義昌の攻撃で阿寺城が陥落し明照遠山氏が滅亡した。
- 天正年間に駒場村より分村したという。
- 堯遍坊という真言宗の古刹の址がある。
- 江戸時代、当村は446石5斗4升で尾張藩の木曾衆の山村甚兵衛の領地であった。
- 明治22年(1889年）7月1日 - 町村制により手賀野村が発足。
- 明治30年（1897年)4月1日 - 中津川町（初代）[2]、駒場村と合併し、中津町が発足。同日手賀野村は廃止。

## 寺院
- 松源寺（臨済宗妙心寺派）